# Salacia amplectens
Salacia amplectens är en benvedsväxtart som beskrevs av Albert Charles Smith. Salacia amplectens ingår i släktet Salacia och familjen Celastraceae. Inga underarter finns listade.